# Netelia kashmirensis
Netelia kashmirensis är en stekelart som först beskrevs av Cameron 1906.  Netelia kashmirensis ingår i släktet Netelia och familjen brokparasitsteklar. Inga underarter finns listade i Catalogue of Life.